# Эйдлитц, Леопольд
Леопольд Эйдлитц (англ. Leopold Eidlitz) (1823, Прага, Чехия, тогда Австрийская империя — 1908, США) — известный нью-йоркский архитектор. Он считается первым евреем-архитектором в США, однако всю жизнь старался скрывать своё еврейское происхождение.

## Жизнь и карьера
Леопольд Эйдлитц получил образование в Пражской реалшуле и продолжил его в Венском Техническом Университете.
Иммигрировав в США (1843), он проработал 3 года в офисе Ричарда Апджона, проектировавшего тогда здание Церкви Троицы на Уолл Стрит в Нью-Йорке. Очень возможно, что Леопольд принимал участие в проекте.
В 1946 году Эйдлитц основал офис вместе с немецким эмигрантом Чарльзом Отто Блешем. Одним из их известных проектов были Епископальные церкви Святого Георгия на Манхэттане и в Коннектикуте (Connecticut) (1846—1849). Блеш спроектировал внешний вид церкви, смешав готический и романский стили. Леопольд Эйдлитц проектировал интерьер церкви, и ажурные шпили. Работа Эйдлитца настолько устроила Епископальную церковь, что после сильного пожара, случившегося в здании в 1865 году, они позвали Эйдлитца для руководства восстановлением церкви в первозданном виде.
Репутация Эйдлитца была подпорчена его участием вместе с Генри Ричардсоном и Фредериком Лоу Олмстэдом в перестройке Капитолия штата Нью-Йорк в Олбани. В 1875 году, Эйдлитц, Ричардсон и Олмстед предложили внести некоторые изменения в капитолий, который к тому моменту уже находился на реконструкции под управлением архитектора Томаса Фуллера. В 1876 власти штата отстранили Фуллера от проекта, и наняли всех троих упомянутых архитекторов, что вызвало огромные споры в профессиональном сообществе. Эйдлитц спроектировал Зал заседаний капитолия и его, сейчас демонтированный, свод.
Эйдлиц был одним из основателей Американского Института Архитекторов (American Institute of Architects) в 1857-м. В 1859-м году он присоединился к «Ассоциации Столетия» (англ. Century Association).

## Литературная деятельность
Леопольд Эйдлитц был автором множества статей; в 1881 году опубликовал книгу «Природа и функция искусства, особенно — архитектуры» (англ. The Nature and Function of Art, More Especially of Architecture).

## Семья
Леопольд женился на Гариетте Аманде Лазелле Уорнер, отец которой также был архитектором, коллегой Эйдлитца. Её мать была выходцем из семьи Джона Адамса, из штата Массачусетс. На свадьбе Леопольда и Гариетты председательствовал епископальный священник Стивен Г. Тинг, значительная персона в религиозной жизни того времени. У супругов родилось семеро детей, первый ребёнок умер во младенчестве.
Старший сын, Сайрус Л.В. Эйдлитц, названный в честь дедушки по материнской линии, также стал архитектором. Он спроектировал несколько известных в Нью-Йорке зданий, в частности, здание Нью-Йорк Таймс. Сайрус стал одним из основателей фирмы «Эйдлитц и МакКензи», которая, сменив несколько хозяев и названий, существует до сих пор.
Его брат, Марк Эйдлитц, стал основателем крупной строительной компании  «Marc Eidlitz & Son Builders N.Y.C.», которая возвела в Нью-Йорке несколько десятков зданий, множество из которых - весьма известны. Марк перешёл в католичество, и всю жизнь сохранял тесные связи с коммьюнити германских эмигрантов, и в 1888 году стал президентом банка «Germania Bank» .
Леопольда Эйдлитцасчитают первым американским евреем архитектором. Во время проектирования его ранних работ, таких как синагога Шаарай Тефила, он представлял себя заказчикам как еврея (1846-1848); позже он предпочитал скрывать своё происхождение. После свадьбы на Гариетте Уорнер он представлял себя окружающим как немца или австрийца, германизировав имена своих родителей в американских документах. Одна из его дочерей, Мари Имоген Эйдлитц, вышла замуж как католичка, в церкви Святой Анный, в Нью-Йорке.